# Saarsteilhänge am Kaiserweg (rheinland-pfälzischer Teil)
Das Naturschutzgebiet Saarsteilhänge am Kaiserweg (rheinland-pfälzischer Teil) liegt auf dem Gebiet des Landkreises Trier-Saarburg in Rheinland-Pfalz. Das 120,92 ha große Naturschutzgebiet, das mit Verordnung vom 12. Juni 1992 unter Naturschutz gestellt wurde, erstreckt sich direkt entlang der östlich fließenden Saar zwischen der Ortsgemeinde Taben-Rodt im Norden und Saarhölzbach,  einem Ortsteil der Gemeinde Mettlach, im Süden. Das Gebiet ist ein Teil des unteren Saartales mit Schlucht- und Hangwäldern, Blockschutthalden und naturnahen Bachtälern.